# Fabrice Rouaud
Pour les articles homonymes, voir Rouaud.
Fabrice Rouaud est un monteur français.

## Biographie
C'est le fils du réalisateur Christian Rouaud et le frère de la scénariste et réalisatrice Cécilia Rouaud.
Il découvre le montage lors de son passage à Ciné-Sup à Nantes.

## Filmographie (sélection)
- 1999 : Peau neuve d'Émilie Deleuze
- 1999 : Le Ciel, les Oiseaux et... ta mère ! de Djamel Bensalah
- 2001 : Le Pornographe de Bertrand Bonello
- 2002 : Le Raid de Djamel Bensalah
- 2003 : Tiresia de Bertrand Bonello
- 2004 : Les Petits-Fils d'Ilan Duran Cohen
- 2005 : Les Yeux clairs de Jérôme Bonnell
- 2006 : Les Petites Vacances d'Olivier Peyon
- 2007 : Je déteste les enfants des autres d'Anne Fassio
- 2007 : Les Lip, l'imagination au pouvoir de Christian Rouaud
- 2008 : Andalucia d'Alain Gomis
- 2008 : Le Plaisir de chanter d'Ilan Duran Cohen
- 2008 : De la guerre de Bertrand Bonello
- 2008 : Made in Italy de Stéphane Giusti
- 2009 : Une affaire d'État d'Éric Valette
- 2010 : Une exécution ordinaire de Marc Dugain
- 2011 : L'Apollonide : Souvenirs de la maison close de Bertrand Bonello
- 2011 : Tous au Larzac de Christian Rouaud
- 2011 : La Proie d'Éric Valette
- 2012 : Je me suis fait tout petit de Cécilia Rouaud
- 2013 : Henri de Yolande Moreau
- 2013 : Aujourd'hui d'Alain Gomis
- 2014 : Tiens-toi droite de Katia Lewkowicz
- 2014 : Saint Laurent de Bertrand Bonello
- 2015 : Au plus près du soleil d'Yves Angelo
- 2015 : Nos futurs de Rémi Bezançon
- 2015 : Behemoth de Zhao Liang
- 2016 : Nocturama de Bertrand Bonello
- 2017 : Félicité d'Alain Gomis
- 2018 : 8, avenue Lénine d'Anna Pitoun
- 2023 : Les Complices de Cécilia Rouaud

## Distinctions

### Nominations
- César 2015 : César du meilleur montage pour Saint Laurent